# Адельсхайм, Клео фон
Клеопатра, наследная принцесса Эттинген-Эттинген и Эттинген-Шпильберг (урождённая баронесса Клеопатра фон Адельсхайм фон Эрнест; род. 3 октября 1987, Берн), профессионально известная как Клео фон Адельсхайм (нем. Cleo von Adelsheim) — немецко-чилийская актриса и модель швейцарского происхождения. Наиболее известна своей главной ролью в немецком телефильме 2015 года «Принцесса Мален». В 2016 году она вышла замуж за Франца Альбрехта, наследного принца Эттинген-Эттинген и Эттинген-Шпильберг, наследника немецкого княжеского дома Эттинген-Шпильберг.

## Биография
Баронесса Клеопатра родилась в 1987 году в Берне, Швейцария. Её отец — барон Луи фон Адельсхайм фон Эрнест (род. 1953), кинорежиссёр и фотохудожник, сын барона Иоахима Карла фон Адельсхайма фон Эрнеста (1918—1998) и Хельги Аннемари Ирмингард фон Цитцевиц (1918—2018). Её мать — Лилиан-Елена Бэттиг-Родригес. Мать Клео — чилийка, и семья переехала туда из Швейцарии, когда она была ребёнком. Она посещала англоязычную школу в Сантьяго-де-Чили. Адельсхайм изучала международные коммуникации и журналистику в Американском университете в Париже. В 2013 году окончила Центр кинематографических исследований Каталонии в Барселоне.

## Карьера
Фон Адельсхайм начала свою актёрскую карьеру сразу после возвращения из Барселоны. Она снялась в ряде короткометражных фильмов, в том числе в короткометражке Паркера Эллерманна «Соблазнение», прежде чем получила роль главной героини в телефильме «Принцесса Мален» по сказке братьев Гримм «Дева Малейн» (производство Bayerischer Rundfunk). Также она появилась в популярных немецких телесериалах: «СОКО Кёльн» и «Криминалист».
Как модель фон Адельсхайм связана контрактом с немецким агентством Louisa Models . В ноябре 2020 года она стала героиней немецкого Vogue.

## Фильмография
| Год  |     | Русское название                   | Оригинальное название                 | Роль             |
| ---- | --- | ---------------------------------- | ------------------------------------- | ---------------- |
| 2013 | кор | Соблазнение                        | Seduction                             | Эмика            |
| 2015 | тф  | Принцесса Мален                    | Prinzessin Maleen                     | принцесса Мален  |
| 2015 | с   | СОКО Кёльн                         | SOKO Köln                             | Мо Андерсон      |
| 2017 | с   | Специалисты: От имени пострадавших | Die Spezialisten — Im Namen der Opfer | Патрисия Кункель |
| 2017 | с   | Криминалист                        | Der Kriminalist                       | Беттина Хауг     |